# Церковь Святого Саркиса (Славянск-на-Кубани)
Церковь Святого Саркиса (Сергия, Саргиса; арм. Սուրբ Սարգիս եկեղեցի Сурб Саргис екегхеци) — храм Армянской апостольской церкви в городе Славянск-на-Кубани.

## История
В 2001 году Армянское общество культуры и милосердия обратилось к администрации Славянского района с просьбой выделить земельный участок для строительства церкви. Участок выделили в армянонаселённой части города на улице Шаумяна.
По словам главы Славянского района и атамана Славянского казачьего общества Владимира Гончарова, земля и разрешение на строительство храма были сразу же выделены. Церковь Святого Саркиса была построена за год и стала не только религиозным, но и культурным центром, вокруг которого сплотилось местное армянское сообщество.
Настоятель церкви Тер Петрос открыл воскресную школу, где 35 армянских детей изучают историю и культуру Армении, родные письменность и язык.
В Славянском районе армянская диаспора третья по численности после русских и украинцев. Около 3 тысяч прихожан, причем не только армянской национальности, ежегодно посещают христианские богослужения в церкви Сурб Саркис.

### Хачкарв память жертвамГеноцида 1914—1915 годов

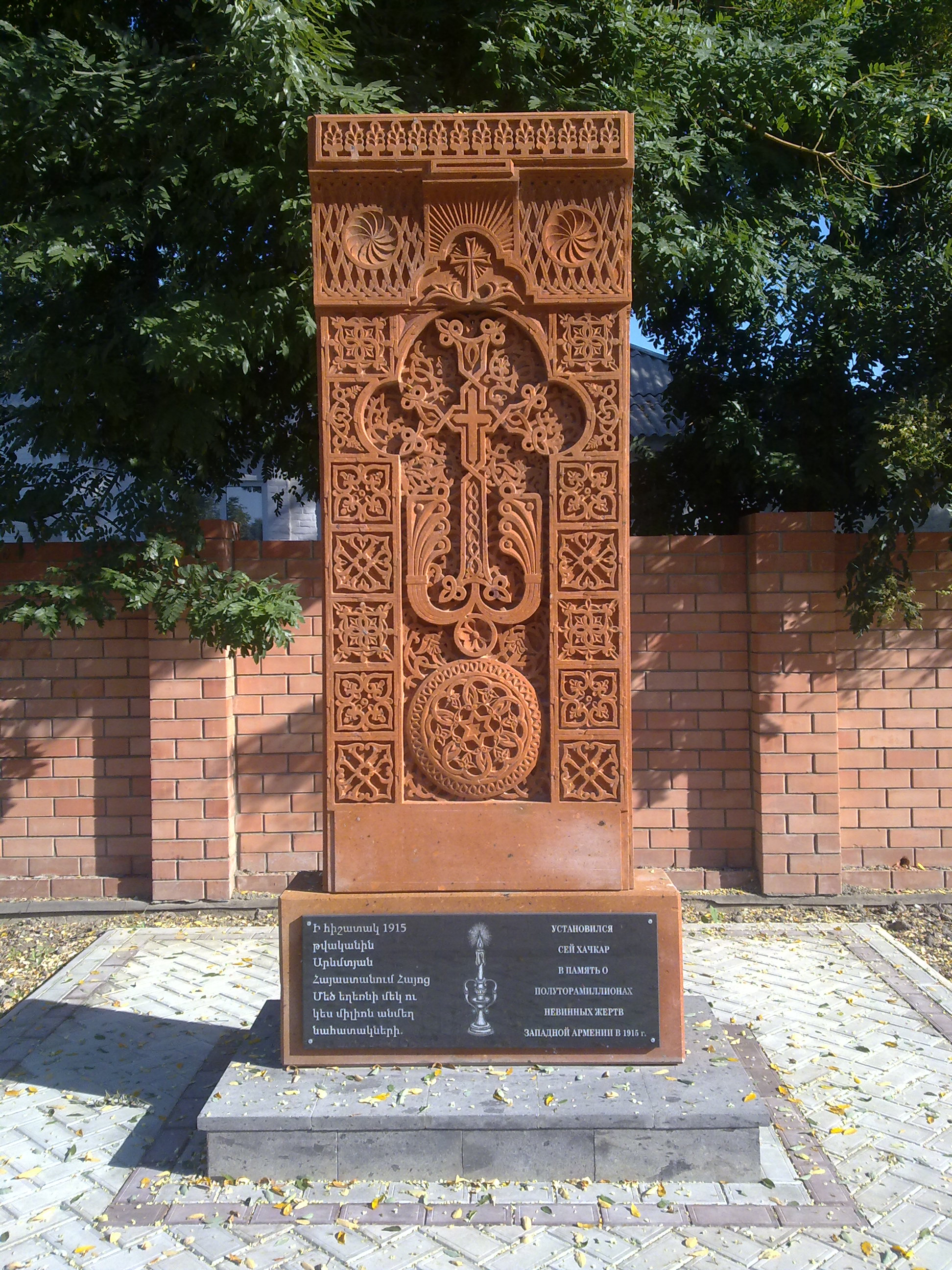
Хачкар в память жертвам Геноцида армян 1914—1915 годов в Турции

Церемония освящения хачкара состоялась 12 июня, который был установлен в память жертв Геноцида армян в Турции. Как сообщает информационный центр газеты армян России «Еркрамас», первоначально установка и освящение памятника были запланированы на 24 апреля, в День памяти жертв Геноцида, однако, в связи с транспортными сложностями (полуторатонный Хачкар из туфа был изготовлен в Армении) церемония была перенесена на 12 июня. Хачкар был изготовлен на средства хачкавора церкви Оника Вартаняна.
После освящения хачкара, проведенного Главой Епархии Юга России Армянской Апостольской Церкви, епископом Мовсесом Мовсесяном, состоялся импровизированный митинг, на котором со словами осуждения Геноцида армян в Турции выступили руководители городской и районной администраций Славянска-на-Кубани. Мероприятие завершилось концертом, на котором выступили ансамбль народного танца «Арин-Берд» (Краснодар), танцевальный ансамбль «Ани» (Славянск-на-Кубани), другие коллективы и солисты.

## Современное состояние
Каждый год из местных состоятельных армян выбирается хачкавор, который следит за церковью и благоустраивает её.
Каждое 24 апреля в церкви проходят службы, в память о жертвах Геноцида армян, на которую приходят местные армяне и казаки.

### Воскресная школа

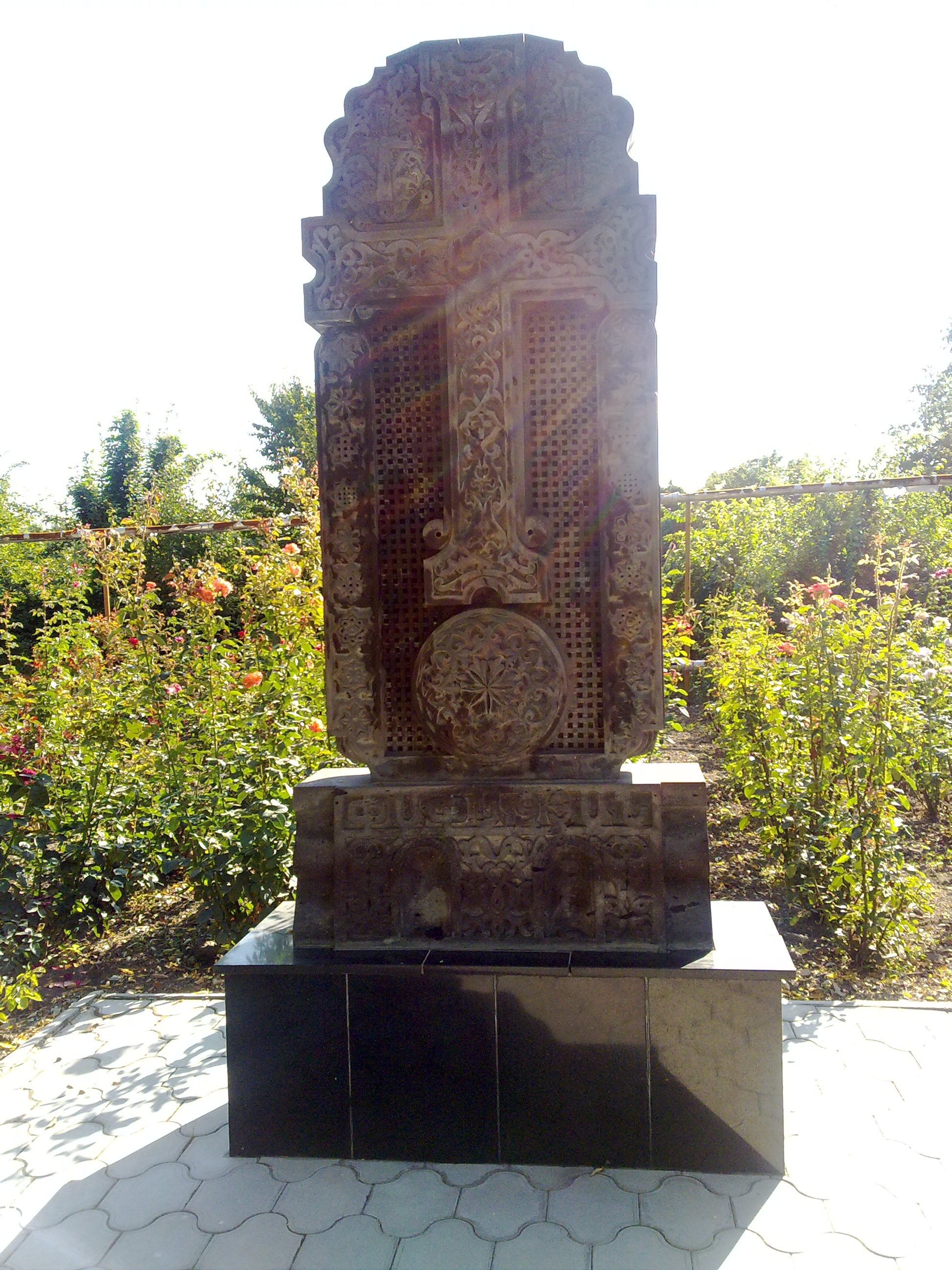
Второй хачкар во дворе церкви

При церкви действует воскресная армянская школа. Как сообщили в информационном центре газеты армян России «Еркрамас», за время существования армянской общины в Славянске-на-Кубани это не первая попытка организации изучения армянского языка, однако, все предыдущие не приводили к успеху. По мнению председателя Общества армянской культуры Славянского района Рафаэля Какояна, возможно, свою роль в этом сыграло недостаток опыта у организаторов, а также отсутствие соответствующих учебных и методических пособий.
К очередной попытке организации воскресной армянской школы руководители Общества армянской культуры отнеслись очень серьёзно. Как отмечает Р. Какоян, обществом поддерживается связь с Министерством науки и образования Республики Армения, откуда ожидается помощь необходимыми учебниками. Есть также заинтересованность родителей в том, чтобы их дети владели родным языком.
Надежду на успех в вопросе изучения армянского языка в Славянском районе внушает также тот факт, что местным Обществом армянской культуры за последний год достигнуты определенные успехи в вопросе сохранения и распространения национальной культуры. В частности создан и активно развивается ансамбль национального танца «Ани», в котором заняты представители молодёжного движения общины. Молодёжная организация, созданная при общине, постигает не только национальную культуру, но и изучает историю армянского народа на заседаниях исторического клуба. В воскресной школе планируется преподавание не только армянского языка, но и основ армянской литературы.

## Фотогалерея

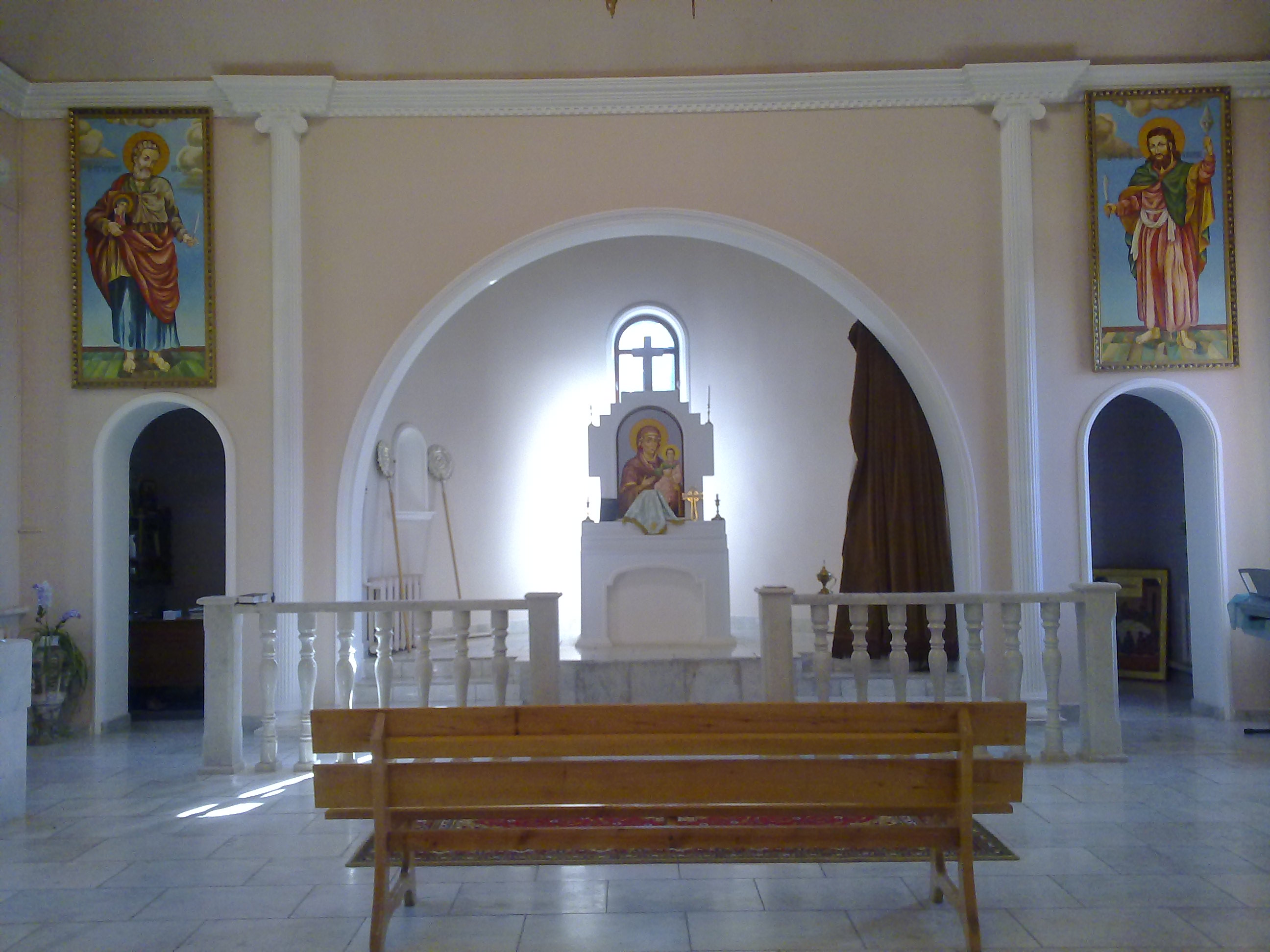
Алтарь церкви
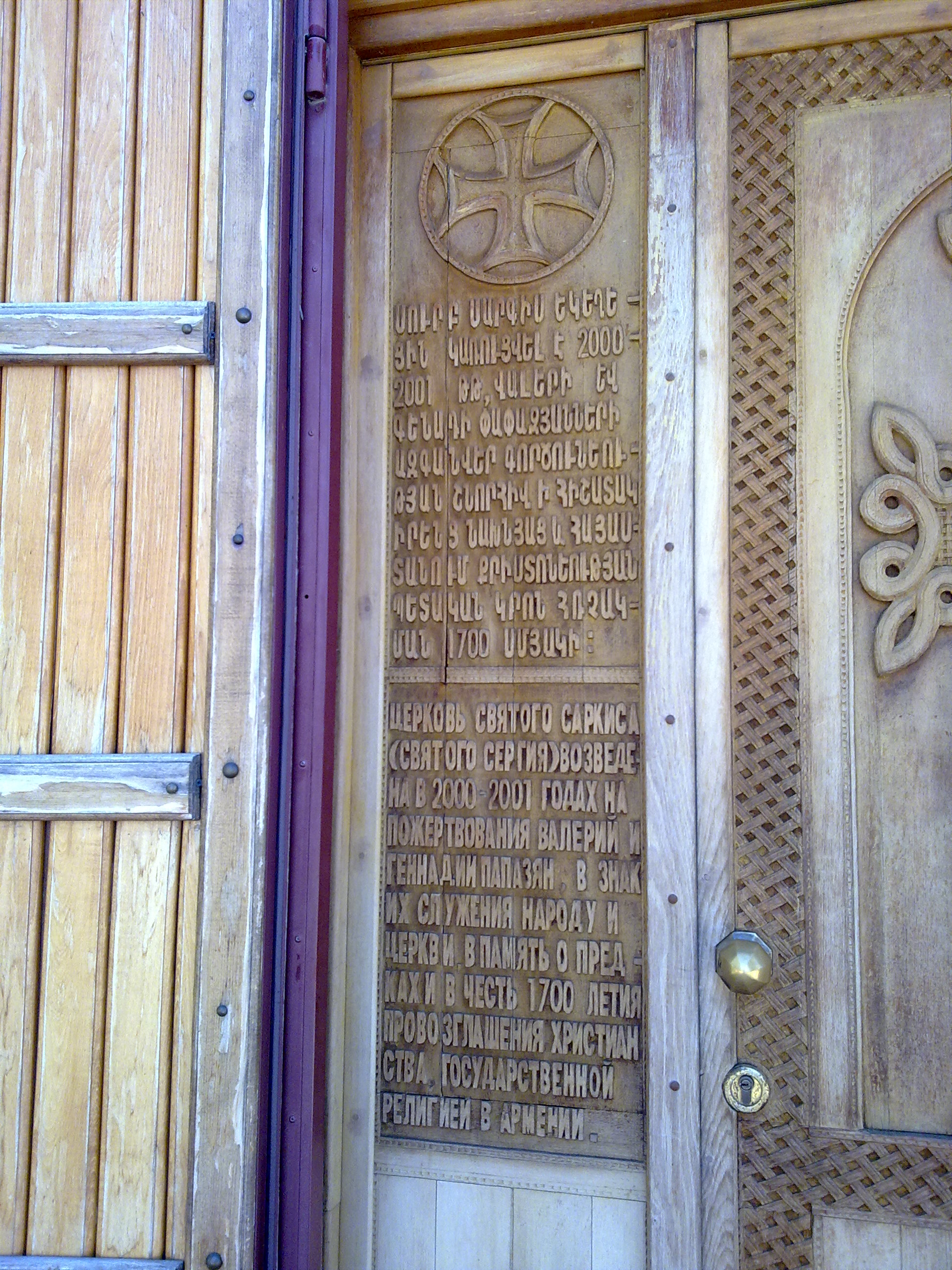
Памятная надпись на главной двери церкви
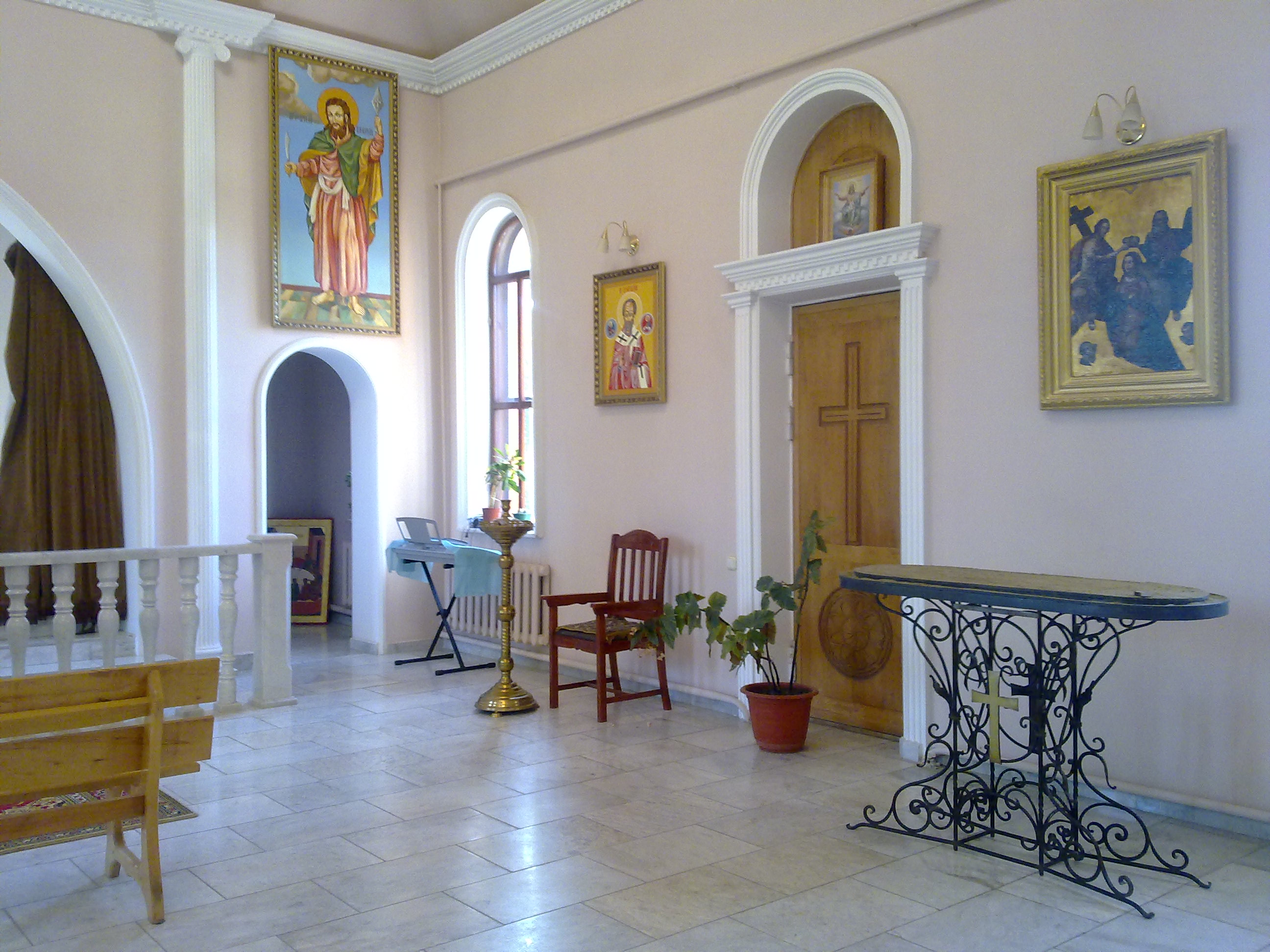
Внутреннее убранство
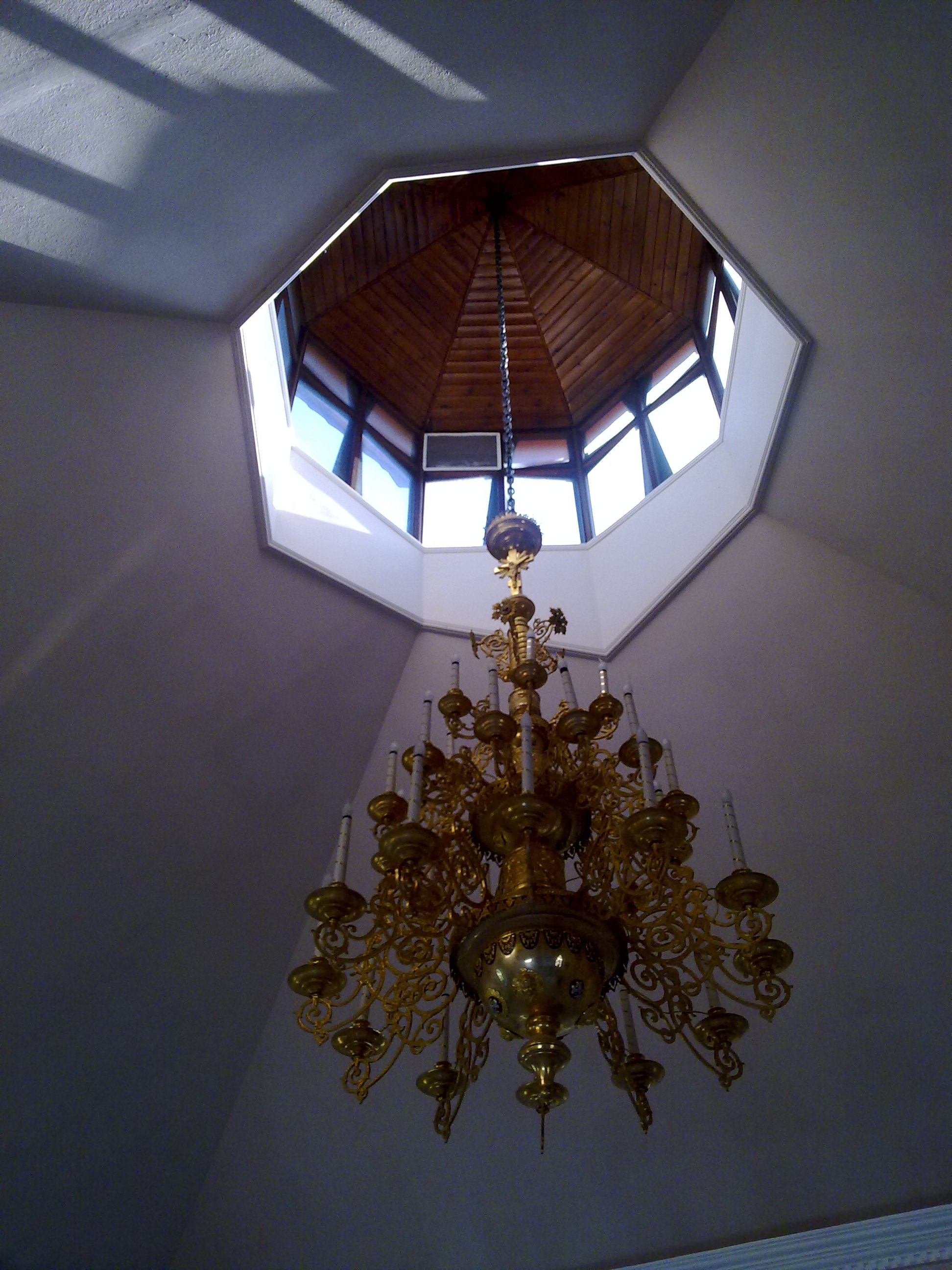
Купол церкви